# Marco van Basten
Marcel van Basten, dit Marco van Basten, né le 31 octobre 1964 à Utrecht (Pays-Bas), est un footballeur international néerlandais évoluant au poste d'attaquant du début des années 1980 jusqu'en 1995. Il devient par la suite entraîneur puis dirigeant.
Ayant remporté le trophée du Ballon d'or à trois reprises en 1988, 1989 et 1992, il est considéré comme l'un des plus grands joueurs néerlandais de tous les temps et l'un des meilleurs attaquants de sa génération.
Avec ses compatriotes Ruud Gullit et Frank Rijkaard, il forme un trio de joueurs qui brille particulièrement sur la scène européenne, aussi bien en sélection qu'en club, à l'AC Milan. Souvent présenté comme le successeur de Johan Cruyff, il mène en 1988 la sélection néerlandaise à son premier titre international : le Championnat d'Europe de football, dont il est élu meilleur joueur. Diminué par des blessures à répétition, il met officiellement fin à sa carrière professionnelle à l'issue de la saison 1994-1995, à 30 ans, alors qu'il n'a pas joué le moindre match depuis la finale de la Ligue des champions, le 26 mai 1993.
Devenu entraîneur, il est de 2004 à 2008 le sélectionneur des Pays-Bas. En 2008, il prend les rênes de l'Ajax Amsterdam, le club de ses débuts professionnels. En 2012, il signe au Sportclub Heerenveen et en 2014, à l'AZ Alkmaar, mais renonce à son contrat l'année suivante, le sélectionneur Danny Blind lui proposant une fonction d'adjoint. En 2016, il rejoint la Fédération internationale de football association (FIFA) pour un poste de cadre.

## Carrière de joueur

### Formation
Né à Utrecht, Marco van Basten commence la pratique du football à six ans dans le club local d'EDO. Un an plus tard, il rejoint l' UVV Utrecht (en) où il reste neuf ans, puis porte en 1980–1981 les couleurs d'un autre club de la ville, l'USV Elinkwijk, où il rejoint des amis. Il y est repéré par l'Ajax Amsterdam, l'un des plus grands clubs du pays, qui lui fait signer en 1981, à 16 ans, son premier contrat professionnel.

### Ajax Amsterdam

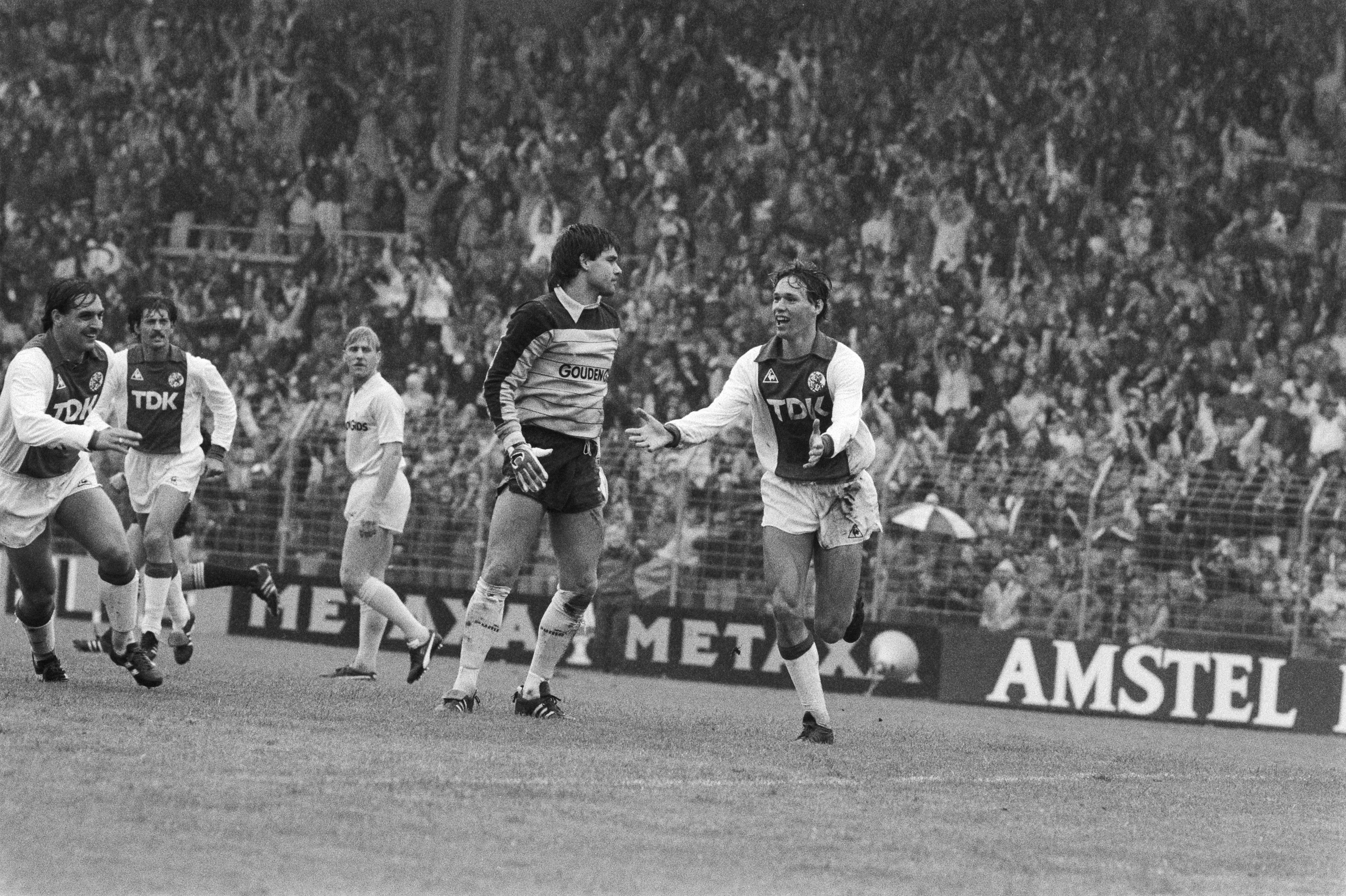
Marco van Basten fêtant un but de son équipe contre le Feyenoord, en 1983.

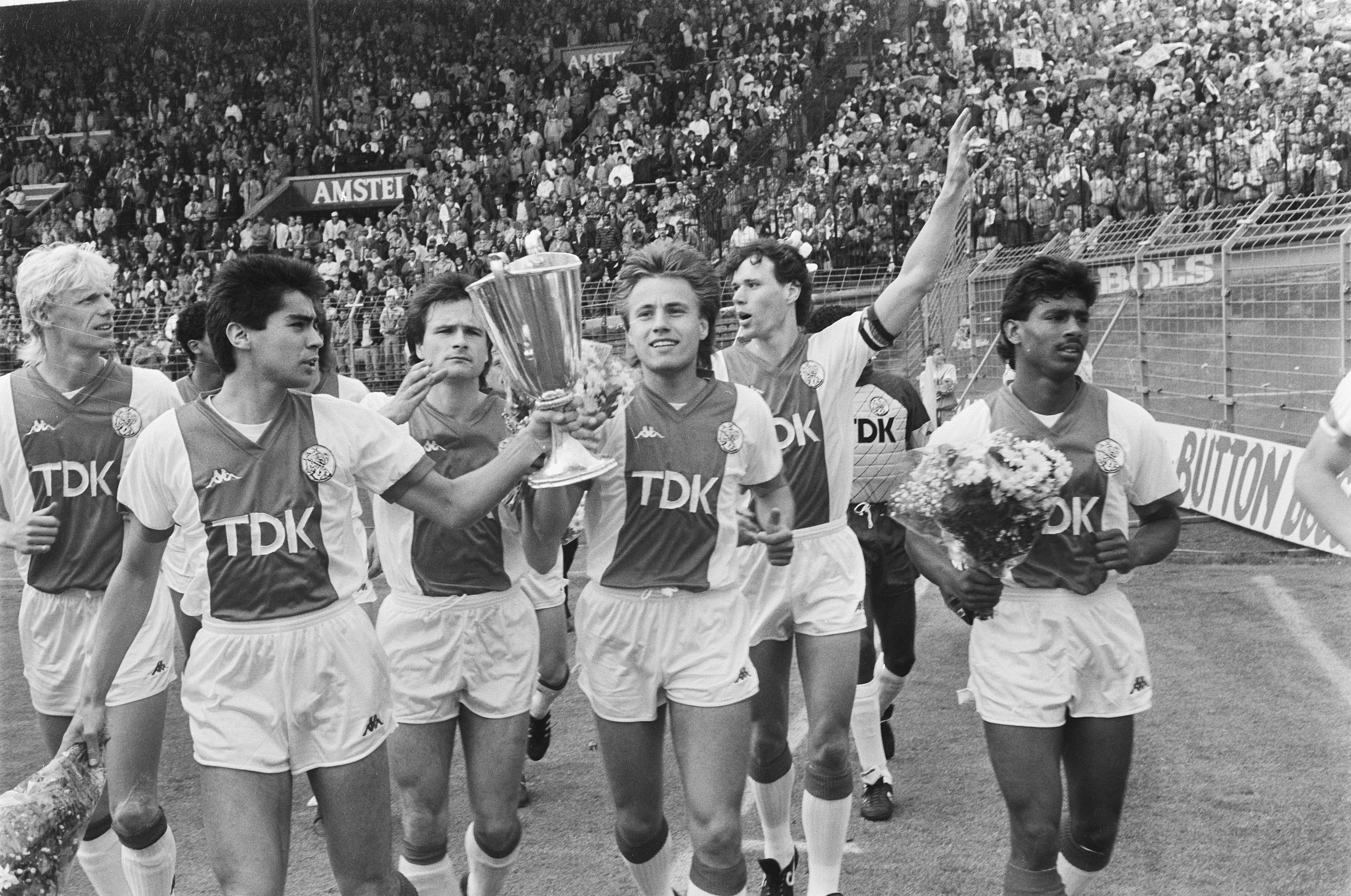
Arnold Scholten, Sonny Silooy, Peter Boeve, Rob Witschge, Marco van Basten et Aron Winter paradent avec le trophée de la Coupe des coupes, en 1987.

Marco van Basten intègre le groupe professionnel de l'Ajax Amsterdam pour la saison 1981-1982. Pour sa première saison, il reste dans l'ombre de Wim Kieft, de deux ans son aîné, qui avec 32 buts en championnat remporte cette saison-là le Soulier d'or européen. Il dispute son premier match de championnat le 3 avril 1982, à 17 ans, lors d'une victoire sur NEC Nimègue au cours de laquelle il inscrit son premier but (5-0) — il remplace ce jour-là Johan Cruyff, qui joue ses dernières saisons. Il joue davantage la saison suivante, inscrivant neuf buts en vingt matchs de championnat. Après le titre de champion 1982, l'Ajax Amsterdam remporte le doublé coupe-championnat des Pays-Bas. 
Après le départ de Kieft pour le club italien de Pise à l'été 1983, Marco van Basten devient titulaire en pointe. Il ne déçoit pas en étant quatre années d'affilée meilleur buteur du championnat, inscrivant en quatre saisons 117 buts en 112 matchs de championnat. Cette efficacité lui permet de faire ses débuts en équipe nationale. 
Malgré son buteur, le club ajacide doit faire face à la concurrence du Feyenoord Rotterdam et du PSV Eindhoven, et ne remporte entre 1983 et 1987 que trois titres nationaux : le championnat en 1985 et la coupe des Pays-Bas en 1986 et 1987. Lors de l'exercice 1985-1986, sous la direction de Cruijff, devenu entraîneur, Marco van Basten inscrit 37 buts en championnat, ce qui lui permet de remporter à son tour le Soulier d'or européen. Il découvre également les compétitions européennes, où il marque onze fois en 17 rencontres. Le 13 mai 1987, il marque le but de la victoire de l'Ajax Amsterdam en finale de la Coupe d'Europe des vainqueurs de coupe, à la 20e minute face au Lokomotiv Leipzig. Ce titre européen est son cadeau de départ : quelques semaines plus tard, Marco van Basten est transféré à 22 ans en Italie, à l'AC Milan.

### AC Milan
En signant à l'AC Milan, Marco van Basten rejoint un club ambitieux, récemment repris par l'entrepreneur Silvio Berlusconi. L'indemnité de transfert est estimée à 1,75 milliard de lires (soit environ 8 millions de francs de l'époque). Outre le buteur néerlandais, ce dernier attire son compatriote Ruud Gullit et l'entraîneur Arrigo Sacchi. Le 13 septembre 1987, l'attaquant dispute son premier match sous ses nouvelles couleurs à Pise (victoire 3-1) et inscrit son premier but en Serie A. Pour sa première saison à l'AC Milan, Marco van Basten remporte le Scudetto (le premier depuis huit ans pour le club milanais), bien qu'il n'ait pu disputer que onze rencontres de championnat (pour seulement trois buts) du fait de blessures à répétition à la cheville. 
Il retrouve régulièrement le chemin des filets à partir de sa seconde saison. Vainqueur de l'Euro pendant l'été 1988, il remporte en décembre son premier Ballon d'or, qu'il offre à son père, où il devance ses compatriotes et coéquipiers à Milan Ruud Gullit et Frank Rijkaard. On encense son jeu complet, sa technique, son sens du but. En 1988-1989 il inscrit 19 buts en 33 matchs de Serie A. S'il ne permet pas à son équipe de conserver son titre de champion, ses dix buts, souvent décisifs, lors de la Coupe des clubs champions européens 1988-1989, dont un doublé en finale face au Steaua Bucarest (4-0), marquent les esprits. Le 17 décembre, l'AC Milan remporte la Coupe intercontinentale 1989 face aux Colombiens de l'Atlético Nacional (1-0), et Marco van Basten une deuxième fois le Ballon d'or. Il y devance cette fois Franco Baresi, un autre de ses coéquipiers, et Rijkaard.
En 1989-1990, Marco van Basten est, avec 19 buts, Capocannoniere (meilleur buteur du championnat italien) et l'AC Milan conserve son titre de champion d'Europe face à Lisbonne (1-0). En décembre de la même année, toujours associé à Gullit et Rijkaard, il contribue à la seconde victoire d'affilée du club milanais en Coupe intercontinentale, face à Olimpia Asuncion (3-0). Pour la deuxième année consécutive il remporte aussi la Supercoupe d'Europe.
La saison 1990-1991 est un échec pour le club, qui ne remporte aucun nouveau trophée. Grand favori pour remporter l'édition 1991 de la Coupe d'Europe des clubs champions, le Milan est notamment éliminé en quart de finale par l'Olympique de Marseille. Sacchi, brouillé avec le buteur, est remplacé par Fabio Capello. La saison suivante est un triomphe : Milan remporte le championnat d'Italie en restant invaincu, et Marco van Basten le trophée de meilleur buteur avec 25 buts, un total qui n'avait pas été atteint depuis ses 25 ans. Malgré l'échec de l'Euro 1992, Marco van Basten maintient un niveau de performance exceptionnel, alors que l'AC Milan pousse sa série d'invincibilité à 58 matchs lors de la saison 1992-1993. En novembre 1992, il inscrit quatre buts lors d'un match de Ligue des champions face à l'IFK Göteborg, dont un ciseau retourné qui fait sensation. Un mois plus tard, il est nommé « Meilleur footballeur de l'année FIFA » et remporte pour la troisième fois le Ballon d'or, un exploit qui n'avait été réalisé jusque-là que par Johan Cruyff et Michel Platini. Il offrira son dernier trophée au président milanais Silvio Berlusconi. 
Juste après avoir reçu sa récompense il est opéré de la cheville droite en Suisse, par le professeur René Marti. C'est la seconde intervention sur cette articulation après celle subie en novembre 1986, à Amsterdam. Le 25 avril 1993, éloigné des terrains pendant plus de quatre mois, il retrouve le Calcio en entrant à la 52e minute du match Udinese - AC Milan (0-0). Deux semaines après, Marco van Basten marque son premier but de l'année à Ancône. Ce sera le dernier de sa carrière. Le 26 mai 1993, en finale de la Ligue des champions devant l'Olympique de Marseille, il cède sa place à Eranio à la 85e minute. Ce match reste sa dernière apparition professionnelle. 
Après deux années d'opérations et de convalescence, il décide de mettre officiellement un terme à sa carrière. Le 17 août 1995, au cours d'une conférence de presse au siège de l'AC Milan, Marco van Basten tire alors sa révérence.

### Équipe nationale
Le 7 septembre 1983, Marco van Basten connaît sa première sélection face à l'Islande. Quinze jours après, il marque son premier but à Bruxelles face à la Belgique (1-1). Malgré son éclosion et celles de quelques autres joueurs prometteurs (Frank Rijkaard, Ruud Gullit, Ronald Koeman), la sélection manque, de peu, la qualification pour l'Euro 1984 puis la Coupe du monde 1986.

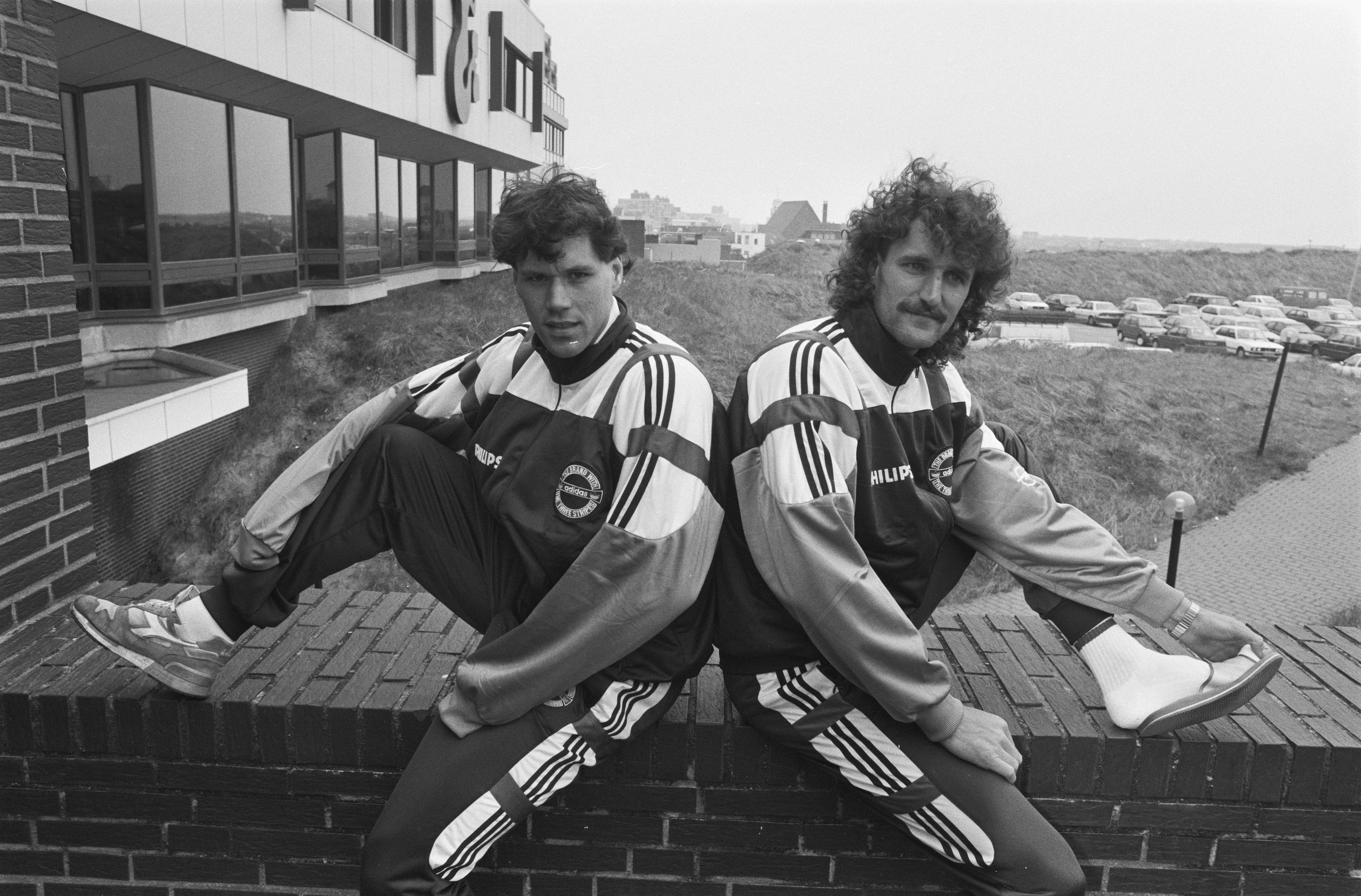
Marco van Basten et son compatriote René Eijkelkamp, en 1989.

Après une saison 1987-1988 difficile, ponctuée de pépins physiques, il est le grand artisan du premier, et unique, titre international des Pays-Bas lors de l'Euro 1988, au cours duquel il inscrit un triplé contre l'Angleterre lors des poules. En demi-finale les Pays-Bas éliminent la RFA puis deviennent champion d'Europe des nations en battant l'URSS en finale, grâce à un but de Ruud Gullit et une volée sensationnelle de Marco van Basten. 
Cependant, la fin de saison 1990 est moins glorieuse avec une élimination des Pays-Bas en huitième de finale de la Coupe du monde 1990 contre la RFA. L'Euro 1992 voit les Néerlandais s'incliner en demi-finale face au Danemark aux tirs au but, Marco van Basten ratant le penalty décisif. Le 14 décembre 1992, il apparaît pour la dernière fois sous le maillot orange, face à la Pologne à Rotterdam (2-2), lors des éliminatoires du Mondial 1994. 
De 1983 à 1992, Marco van Basten aura endossé 58 fois le maillot de l'équipe néerlandaise. Huit fois capitaine, il a marqué 24 buts, dont un quintuplé le 19 décembre 1990, face à Malte (8-0).

### Style de jeu et hommages
Longtemps après la fin de sa carrière de joueur, Marco van Basten reste réputé pour la qualité de son contrôle de balle, de son intelligence de jeu en attaque et de sa capacité à réaliser des gestes spectaculaires.
En 1999, dans le classement FIFA Player of the Century (en) censé récompenser les meilleurs joueurs de football du XXe siècle, il apparaît au 6e rang des votes du public. Il apparaît dans dix des douze listes des « meilleurs joueurs du siècle » retenues par la Rec.Sport.Soccer Statistics Foundation en 2004, ce qui le place parmi les vingt joueurs les plus nommés. Il est notamment 8e du classement réalisé par France Football. En toute logique il apparaît au sein du FIFA 100, liste des 125 meilleurs joueurs vivants signée par Pelé pour le compte de la FIFA.
Le joueur du Real Madrid Marco Asensio et la légende du Borussia Dortmund Marco Reus lui doivent leur prénom.

## Carrière d'entraîneur
Il se retire à Badhoevedorp, petit village proche d'Amsterdam, dont sa femme Liesbeth est originaire et se reconvertit d'abord dans la pratique du golf.

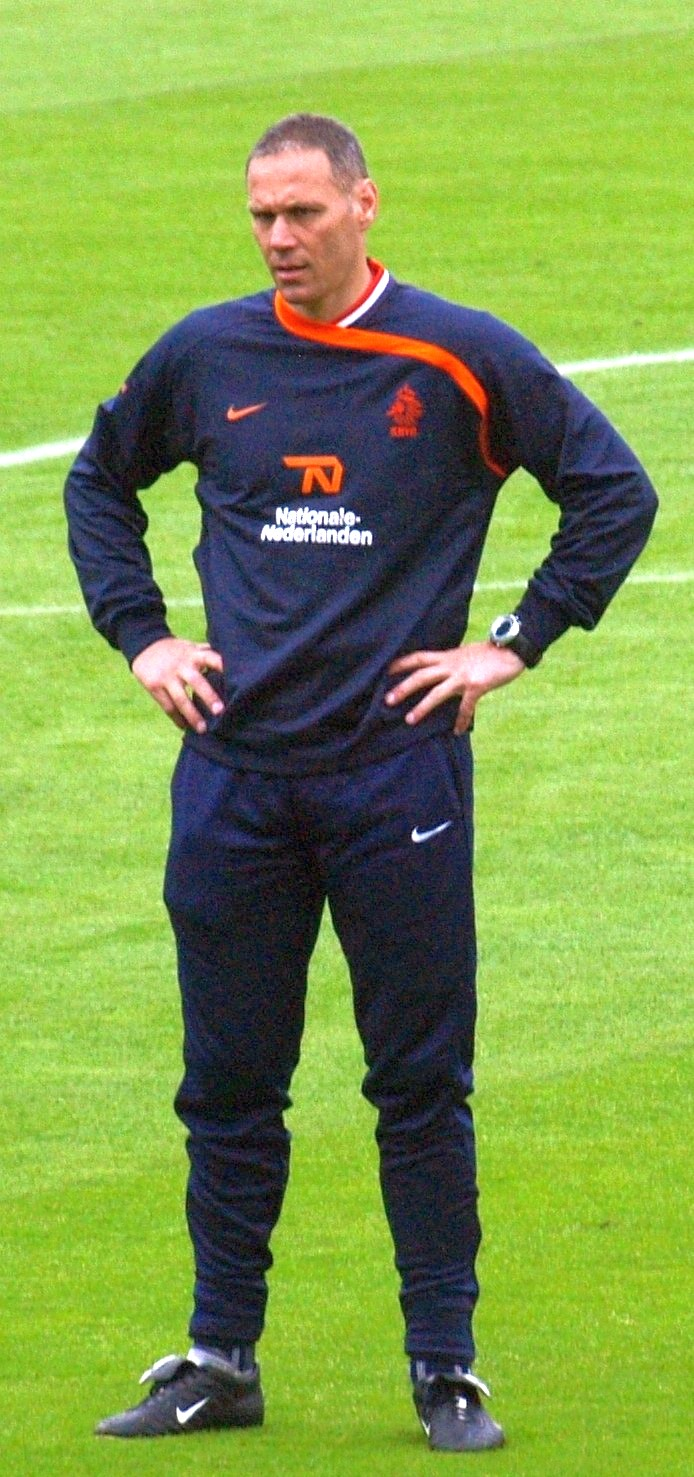
Marco van Basten alors entraîneur de l'équipe nationale des Pays-Bas, en 2008.

Diplômé de la fédération néerlandaise, Marco van Basten s'essaye finalement au métier d'entraîneur. Après une année sur le banc de l'équipe réserve de l'Ajax Amsterdam aux côtés de John van 't Schip, il est directement nommé sélectionneur des Pays-Bas le 29 juillet 2004, en remplacement de Dick Advocaat, avec un contrat de quatre ans. Sa sélection pour la Coupe du monde 2006, où il rajeunit l'équipe avec seulement trois joueurs de plus de 30 ans (Giovanni van Bronckhorst, Edwin van der Sar et Philip Cocu) est très controversée, du fait qu'il écarte par la même occasions certains joueurs de renom comme Roy Makaay, Clarence Seedorf ou Edgar Davids. Cette jeune sélection, invaincue lors des éliminatoires, est écartée en huitièmes de finale par le Portugal, à l'issue d'un match marqué par les agressions, les actions d'anti-jeu et les simulations. 16 cartons jaunes sont distribués pendant la rencontre et quatre joueurs, deux de chaque côté, sont expulsés durant le match.
Malgré les critiques suscitées, Marco van Basten poursuit dans ses fonctions et parvient à qualifier les Pays-Bas pour l'Euro 2008, avant lequel son départ à venir pour l'Ajax d'Amsterdam est officialisé. La sélection néerlandaise, composée en bonne partie avec les jeunes joueurs de 2006, fait sensation en battant sèchement en phase de poules l'Italie (3-0) et la France (4-1). Devenus favoris, les Pays-Bas sont éliminés en quart de finale par la Russie de Guus Hiddink (3-1, après prolongation).
Marco van Basten s'entoure à l'Ajax d'Amsterdam de John van 't Schip, Rob Witschge et Denis Bergkamp. Le club compte énormément sur l'arrivée de ces anciennes idoles pour relancer le club, mais l'expérience est de courte durée. Malgré un contrat de quatre ans, Marco van Basten donne sa démission le 6 mai 2009, à une journée de la fin du championnat néerlandais, alors que le club est troisième du classement. Éreinté par cinq années de mandat sous pression, il se reconvertit comme consultant à la télévision néerlandaise.
En 2012, l'ancien buteur retrouve le banc dans un club de niveau plus modeste, le Sportclub Heerenveen, auquel il fait pratiquer un jeu offensif, sur le modèle du 4-3-3 immuable de l'Ajax Amsterdam. Ses résultats sont plutôt bons (son équipe atteint la 8e place en 2012-2013, la 5e la saison suivante) mais il décide de ne pas renouveler son contrat en juin 2014. Il signe finalement pendant l'été avec l'AZ Alkmaar pour deux saisons.

## Carrière de consultant
En 2019, Marco van Basten est suspendu de son poste de consultant sportif sur Fox pour avoir lancé « sieg Heil » en direct à la télévision à la mi-temps d'un match pour se moquer de l'accent allemand d'un confrère. 

## Statistiques détaillées

### En tant que joueur

#### En club
| Saison         | Club           | Championnat    | Championnat | Championnat | Coupe(s) nationale(s) | Coupe(s) nationale(s) | Compétition(s) continentale(s) | Compétition(s) continentale(s) | Compétition(s) continentale(s) | Autres | Autres | Total | Total |
| Saison         | Club           | Division       | M           | B           | M                     | B                     | C                              | M                              | B                              | M      | B      | M     | B     |
| -------------- | -------------- | -------------- | ----------- | ----------- | --------------------- | --------------------- | ------------------------------ | ------------------------------ | ------------------------------ | ------ | ------ | ----- | ----- |
| 1981-1982      | Ajax Amsterdam | Eredevise      | 1           | 1           | 1                     | 0                     | -                              | -                              | -                              | -      | -      | 2     | 1     |
| 1982-1983      | Ajax Amsterdam | Eredevise      | 20          | 9           | 5                     | 4                     | -                              | -                              | -                              | -      | -      | 25    | 13    |
| 1983-1984      | Ajax Amsterdam | Eredevise      | 26          | 28          | 4                     | 1                     | C1                             | 2                              | 0                              | -      | -      | 32    | 29    |
| 1984-1985      | Ajax Amsterdam | Eredevise      | 33          | 22          | 4                     | 2                     | C3                             | 4                              | 5                              | -      | -      | 41    | 29    |
| 1985-1986      | Ajax Amsterdam | Eredevise      | 26          | 37          | 1                     | 0                     | C1                             | 2                              | 0                              | -      | -      | 29    | 37    |
| 1986-1987      | Ajax Amsterdam | Eredevise      | 27          | 31          | 7                     | 6                     | C2                             | 9                              | 6                              | -      | -      | 43    | 43    |
| Sous-total     | Sous-total     | Sous-total     | 133         | 128         | 22                    | 13                    | -                              | 17                             | 11                             | -      | -      | 172   | 152   |
| 1987-1988      | AC Milan       | Série A        | 11          | 3           | 5                     | 5                     | C3                             | 3                              | 0                              | -      | -      | 19    | 8     |
| 1988-1989      | AC Milan       | Série A        | 33          | 19          | 4                     | 3                     | C1                             | 9                              | 9                              | 1      | 1      | 47    | 33    |
| 1989-1990      | AC Milan       | Série A        | 26          | 19          | 4                     | 1                     | C1                             | 9                              | 4                              | 1      | 0      | 40    | 24    |
| 1990-1991      | AC Milan       | Série A        | 31          | 11          | 1                     | 0                     | C1                             | 2                              | 0                              | 1      | 0      | 35    | 11    |
| 1991-1992      | AC Milan       | Série A        | 31          | 25          | 7                     | 4                     | -                              | -                              | -                              | -      | -      | 38    | 29    |
| 1992-1993      | AC Milan       | Série A        | 15          | 13          | 1                     | 0                     | C1                             | 5                              | 6                              | 1      | 1      | 22    | 20    |
| 1993-1994      | AC Milan       | Série A        | -           | -           | -                     | -                     | -                              | -                              | -                              | -      | -      | 0     | 0     |
| 1994-1995      | AC Milan       | Série A        | -           | -           | -                     | -                     | -                              | -                              | -                              | -      | -      | 0     | 0     |
| Sous-total     | Sous-total     | Sous-total     | 147         | 90          | 22                    | 13                    | -                              | 28                             | 19                             | 4      | 2      | 201   | 125   |
| Total carrière | Total carrière | Total carrière | 280         | 218         | 44                    | 26                    | -                              | 45                             | 30                             | 4      | 2      | 373   | 277   |

#### En sélection
| Année | Matchs | Buts |
| ----- | ------ | ---- |
| 1983  | 3      | 2    |
| 1984  | 3      | 0    |
| 1985  | 4      | 1    |
| 1986  | 4      | 2    |
| 1987  | 4      | 1    |
| 1988  | 9      | 5    |
| 1989  | 5      | 2    |
| 1990  | 11     | 8    |
| 1991  | 5      | 2    |
| 1992  | 10     | 1    |
| Total | 58     | 24   |

### En tant qu'entraîneur
| Pays-Bas       | 29 juillet 2004  | 30 juin 2008      | 52 | 35 | 11 | 6  | 96  | 32  | +64 | 67.3 |
| Ajax Amsterdam | 1er juillet 2008 | 6 mai 2009        | 45 | 26 | 8  | 11 | 91  | 52  | +39 | 57.8 |
| SC Heerenveen  | 1er juillet 2012 | 30 juin 2014      | 72 | 27 | 18 | 25 | 142 | 129 | +13 | 37.5 |
| AZ Alkmaar     | 1er juillet 2014 | 16 septembre 2014 | 3  | 1  | 0  | 2  | 4   | 6   | +3  | 33.3 |

## Palmarès

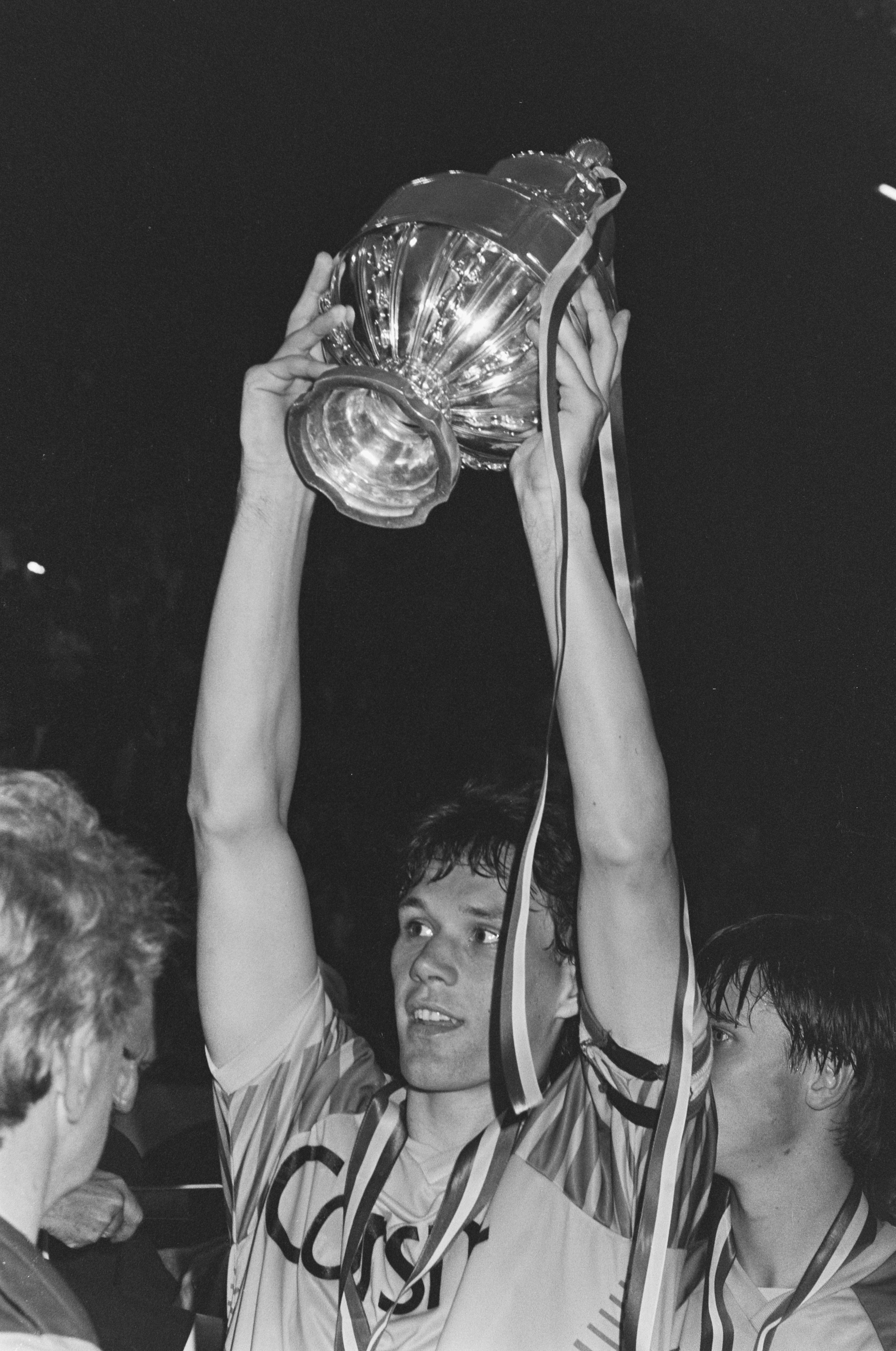
Marco van Basten avec la KNVB Beker, en 1987.

### En club
- Vainqueur de la Coupe Intercontinentale en 1989 et 1990 avec l'AC Milan.
- Vainqueur de la Supercoupe d'Europe en 1989 et  1990 avec l'AC Milan.
- Vainqueur de la Coupe d'Europe des Clubs Champions en 1989 et 1990 avec l'AC Milan.
- Vainqueur de la Coupe d'Europe des Vainqueurs de Coupe en 1987 avec l'Ajax Amsterdam.
- Champion des Pays-Bas en 1982, 1983 et 1985 avec l'Ajax Amsterdam.
- Champion d'Italie en 1988, en 1992 et 1993 avec l'AC Milan.
- Vainqueur de la Coupe des Pays-Bas en 1983, 1986 et en 1987 avec l'Ajax Amsterdam.
- Vainqueur de la Supercoupe d'Italie en 1988 et 1992 avec l'AC Milan.
- Finaliste de la Ligue des champions en 1993 avec l'AC Milan.

### En équipe des Pays-Bas
- Vainqueur du Championnat d'Europe des nations en 1988.

### Distinctions personnelles et records
- Meilleur buteur d'Eredivisie en 1984 (28 buts), 1985 (22 buts), 1986 (37 buts) et 1987 (31 buts).
- Meilleur buteur de Serie A en 1990 (19 buts) et 1992 (25 buts).
- Meilleur buteur de la Coupe d'Europe des Clubs Champions en 1989 (10 buts).
- Meilleur buteur du Championnat d'Europe des Nations en 1988 (5 buts).
- Élu Ballon d'Or en 1988,  1989 et 1992 par France Football.
- Élu meilleur footballeur de l'année en 1992 par la Fédération internationale de football association (FIFA).
- Élu meilleur jeune joueur européen en 1987 par Guerin Sportivo.
- Élu joueur de l'année World Soccer Awards en 1988 et en 1992.
- Élu Soulier d'Or en 1986 (37 buts).
- Élu Onze d'Or en 1988 et 1989 par Onze Mondial.
- Élu Onze d'Argent en 1987 et 1992 par Onze Mondial.
- 7e meilleur buteur de l'histoire de l'AC Milan avec 124 buts derrière Gunnar Nordahl (221 buts), Andriy Chevtchenko (175 buts), Gianni Rivera (164 buts), José Altafini (161 buts), Aldo Boffi (131 buts) et Filippo Inzaghi (125 buts).
- Membre de l'équipe de l'AC Milan de 1993 désignée 6e plus grande équipe de l'histoire du football par le site ClubElo[18].